# Гоф, Майкл
Ма́йкл Гоф или Гаф (англ. Michael Gough, МФА [ɡɔːf]; 23 ноября 1916, Куала-Лумпур, Малайзия — 17 марта 2011, Лондон, Великобритания) — британский актёр.

## Биография
Дебютировал в кино в 1948 году. Играл в основном в британских телевизионных фильмах. Сыграл более 150 ролей в кино и на телевидении.
Наиболее известен широкой публике как исполнитель роли дворецкого Альфреда в четырёх фильмах про Бэтмена: «Бэтмен», «Бэтмен возвращается», «Бэтмен навсегда» и «Бэтмен и Робин».
Снимался в показывавшемся долгое время британском научно-фантастическом сериале «Доктор Кто», наиболее заметная роль — злодей в серии «Небесный игрушечник». В серии «Арка бесконечности» исполнял роль советника Хедина. Был трижды женат, в том числе на Аннеке Уиллс, которая играла Полли — помощницу Доктора в этом сериале.
Роли в фильмах ужасов студии «Хаммер», в которых Гоф часто снимался в шестидесятых годах, среди которых «Дракула» (1958), «Призрак Оперы» (1962), «Ужасы Чёрного музея» (1960), принесли ему культовый статус среди почитателей жанра хоррор. Поздние роли Гофа в лентах американского режиссёра Тима Бёртона «Сонная Лощина», «Труп невесты» многими рассматриваются как своеобразная реприза этого периода его карьеры.
С Россией Майкла Гофа связывает несколько ролей. Он играл в экранизациях произведений русской литературы: Отца в «Машеньке» по одноимённому роману Владимира Набокова, Фирса в «Вишнёвом саде» по пьесе Антона Чехова и Николая в «Анне Карениной» по роману Льва Толстого, а также самого Льва Николаевича в телевизионном фильме «Молодой Индиана Джонс: Путешествия с отцом».

## Избранная фильмография
| Год  |    | Русское название                                     | Оригинальное название                                   | Роль                       |
| ---- | -- | ---------------------------------------------------- | ------------------------------------------------------- | -------------------------- |
| 1948 | ф  | Анна Каренина                                        | Anna Karenina                                           | Николай                    |
| 1955 | ф  | Ричард III                                           | Richard III                                             | Дайтон, первый убийца      |
| 1958 | ф  | Дракула                                              | Dracula                                                 | Артур Холмвуд              |
| 1961 | ф  | Конга                                                | Konga                                                   | доктор Чарльз Декер        |
| 1962 | ф  | Призрак Оперы                                        | The Phantom of the Opera                                | Лорд Амброз Д’Арси         |
| 1965 | ф  | Дом ужасов доктора Террора                           | Dr. Terror's House of Horrors                           | Эрик Лэндор                |
| 1966 | с  | Доктор Кто                                           | Doctor Who                                              | Игрушечник                 |
| 1967 | ф  | Гордость и предубеждение                             | Pride and Prejudice                                     | Мистер Беннет              |
| 1968 | ф  | Проклятие багрового алтаря                           | Curse of the Crimson Altar                              | старший                    |
| 1972 | ф  | Дикий мессия                                         | Savage Messiah                                          | Годье                      |
| 1975 | ф  | Галилео                                              | Galileo                                                 | Сагредо                    |
| 1978 | ф  | Мальчики из Бразилии                                 | The Boys from Brazil                                    | Мистер Харрингтон          |
| 1984 | ф  | Совершенно секретно!                                 | Top Secret                                              | доктор Флэмменд            |
| 1984 | ф  | Лев и ястреб                                         | Memed, My Hawk                                          | Керим-оглы                 |
| 1985 | ф  | Из Африки                                            | Out of Africa                                           | Лорд Деламер               |
| 1986 | ф  | Караваджо                                            | Caravaggio                                              | Кардинал Дель Монте        |
| 1987 | ф  | Машенька                                             | Maschenka                                               | Отец                       |
| 1987 | ф  | Четвёртый протокол                                   | The Fourth Protocol                                     | Сэр Бернард Хеммингс       |
| 1989 | ф  | Без бретелек                                         | Strapless                                               | Дуглас Броуди              |
| 1989 | ф  | Бэтмен                                               | Batman                                                  | Альфред                    |
| 1992 | ф  | Бэтмэн возвращается                                  | Batman returns                                          | Альфред                    |
| 1993 | ф  | Эпоха невинности                                     | The Age of Innocence                                    | Генри ван дер Люйден       |
| 1993 | ф  | Витгенштейн                                          | Wittgenstein                                            | Бертран Рассел             |
| 1994 | ф  | Нострадамус                                          | Nostradamus                                             | Жан де Реми                |
| 1994 | ф  | Фламандская доска                                    | Uncovered                                               | дон Мануэль                |
| 1995 | ф  | Бэтмен навсегда                                      | Batman Forever                                          | Альфред                    |
| 1996 | ф  | Хроники молодого Индианы Джонса: Путешествия с отцом | The Young Indiana Jones Chronicles: Travels with Father | Лев Толстой                |
| 1997 | ф  | Бэтмен и Робин                                       | Batman & Robin                                          | Альфред                    |
| 1999 | ф  | Вишнёвый сад                                         | The Cherry Orchard                                      | Фирс                       |
| 1999 | ф  | Сонная Лощина                                        | Sleepy Hollow                                           | Нотариус Джеймс Харденбрук |
| 2005 | мф | Труп невесты                                         | Corpse Bride                                            | Старейшина Гутнехт         |
| 2010 | ф  | Алиса в Стране чудес                                 | Alice in Wonderland                                     | Птица Додо; голос          |